# Gentse Waterzooi (televisieprogramma)
Gentse Waterzooi is een Vlaams televisieprogramma. Het is te zien op de kookzender Njam!, nadat het oorspronkelijk werd uitgezonden op TV1. Het programma wordt gepresenteerd door Gene Bervoets.
Bervoets gaat in elke aflevering naar een ander land of streek om daar de specialiteiten te proeven. Daarna maakt hij een beetje op de wijze van de streek zijn eigen Gentse waterzooi. Gentse waterzooi is zo zowel een reisprogramma als een kookprogramma.
Boeken over het programma werden uitgegeven door uitgeverij Lannoo.